# 15834 McBride
15834 McBride è un asteroide della fascia principale. Scoperto nel 1995, presenta un'orbita caratterizzata da un semiasse maggiore pari a 2,7801933 UA e da un'eccentricità di 0,2587218, inclinata di 32,29790° rispetto all'eclittica.